# Hrabstwo Stanly
Hrabstwo Stanly (ang. Stanly County) – hrabstwo w stanie Karolina Północna w Stanach Zjednoczonych.

## Geografia
Według spisu z 2000 roku obszar całkowity hrabstwa obejmuje powierzchnię 404 mil2 (1046,36 km²), z czego 395 mil2 (1023,05 km²) stanowią lądy, a 9 mil2 (23,31 km²) stanowią wody. Według szacunków United States Census Bureau w roku 2012 miało 60 576 mieszkańców. Jego siedzibą administracyjną jest Albemarle.

### Miasta
- Albemarle
- Badin
- Locust
- New London
- Norwood
- Oakboro
- Richfield
- Stanfield

### CDP
- Aquadale
- Millingport